# María Antonia de Paz y Figueroa
María Antonia de Paz y Figueroa, in religione Maria Antonia di San Giuseppe e nota anche come Mama Antula (Villa Silípica, 1730 – Buenos Aires, 7 marzo 1799), è stata una religiosa argentina, fondatrice della congregazione delle Figlie del Divin Salvatore. Beatificata nel 2016, è stata canonizzata nel 2024 da papa Francesco, divenendo la prima donna argentina ad essere proclamata santa dalla Chiesa cattolica.

## Biografia
Nacque nella provincia di Santiago del Estero da un'antica e illustre famiglia. Amò fin dalla giovinezza la solitudine e si dedicò alla preghiera e alle opere di carità; pur non abbracciando la vita religiosa in nessun istituto, all'età di quindici anni emise il voto di verginità e adottò un abito modellato su quello dei gesuiti.
Sotto la guida dei padri della Compagnia di Gesù, riunì una piccola comunità di giovani donne e, dopo la soppressione e l'espulsione dei gesuiti dall'Argentina, continuò la loro opera degli esercizi spirituali secondo il metodo di sant'Ignazio di Loyola.
Organizzò i primi ritiri a Santiago del Estero e nel 1778 si recò a Buenos Aires, dove nel 1786 riunì le sue compagne in un beaterio e organizzò una casa per gli esercizi, che fu alle origini dell'istituto delle Figlie del Divin Salvatore.

## Culto
La causa della sua beatificazione fu introdotta presso la Sacra Congregazione dei riti l'8 agosto 1917.
Il 1º luglio 2010 papa Benedetto XVI ha autorizzato la promulgazione del decreto circa le virtù eroiche di madre Maria Antonia e il 3 marzo 2016 papa Francesco ha riconosciuto come autentico un miracolo attribuito all'intercessione della venerabile.
La cerimonia di beatificazione, presieduta dal cardinale Angelo Amato, è stata celebrata il 27 agosto 2016 presso il parco "Francisco de Aguirre" di Santiago del Estero.
Il 24 ottobre 2023 il Papa ha autorizzato il Dicastero delle cause dei santi alla promulgazione del decreto riguardante un miracolo attribuito all'intercessione della beata, in vista della sua canonizzazione.
L'11 febbraio 2024 è stata proclamata santa da papa Francesco in un cerimonia celebrata nella basilica di San Pietro.